# Harald Othmar Lenz
Harald Othmar Lenz (ur. 27 lutego 1798 w Waltershausen, zm. 13 stycznia 1870 w Ibid) – niemiecki nauczyciel i przyrodnik.

## Życiorys
Harald Othmar Lenz urodził się w Schnepfenthal (obecnie jest to dzielnica Waltershausen w Turyngii). Po ukończeniu gimnazjum w Weimarze w 1816 r. zaczął studiować filologię na Uniwersytecie w Getyndze. Uczęszczał także na wykłady przyrodnicze anatoma i zoologa Johanna Friedricha Blumenbacha, co wpłynęło  na jego zainteresowanie przyrodą. Od 1818 r. kontynuował naukę w Lipsku. W 1820 r. zdał egzamin nauczycielski w Berlinie, potem doktoryzował się na Uniwersytecie w Halle traktatem o przypisywanym Homerowi hymnie „Do Dionizosa” i rozpoczął pracę zawodową w gimnazjum w Thorn (obecnie Toruń). Uczył łaciny, greki i historii naturalnej (tak wówczas nazywano przyrodę). W 1823 r. przeniósł się do gimnazjum w Marienwerder (obecnie Kwidzyn), ale rok później ze względów zdrowotnych musiał zrezygnować z tej pracy i wrócił do rodzinnego Schnepfenthal. Początkowo uczył tu łaciny, greki, mitologii i historii naturalnej, później prawie wyłącznie historii naturalnej i technologii w szkole założonej przez Salzmanna. W 1839 roku ożenił się z młodszą o 16 lat Charlotte. Mieli czworo dzieci.
Podczas pobytu w Schnepfenthal w wolnych chwilach zajmował się obserwacją przyrody. W 1837 i 1839 odbył kilka podróży do Szwajcarii, północnych Włoch, Węgier, Galicji i Czech, a później zwiedził także Ostendę, Paryż i Strasburg. Zmarł w wieku 72 lat.

## Praca naukowa
Aby udostępnić grzyby ludziom, w 1831 roku napisał książkę „Die nützlichen und schädlichen Schwämme” („Jadalne i szkodliwe grzyby”). Ilustrowana była ręcznie wykonanymi litografiami. Po raz pierwszy pojawił się w niej opis borowika szatańskiego („Boletus satanas”). Jego toksyczność opisał na podstawie eksperymentu przeprowadzonego na sobie. Zajmował się także zoologią – głównie wężami. Jego książki „Schlangenkunde“ („Nauka o wężach”) oraz „Schlangen und Schlangenfeinde“ („Węże i ich wrogowie”) zawierają wiele własnych spostrzeżeń na temat biologii, żywienia i zachowania rodzimych gatunków wężów. Dużą popularność uzyskało jego 5-tomowe dzieło „Gemeinnützige Naturgeschichte“. Znajdujące się w nim opisy życia zwierząt wykorzystał później Alfred Brehm w swoim słynnym dziele „Życie zwierząt”. Lenz opublikował także zebrane przez dziesięciolecia w trzech obszernych tomach informacje o roślinach, zwierzętach i minerałach pochodzące od dawnych autorów od czasów starożytnych aż po czasy współczesne Lenzowi. Nie zawierają one krytycznej analizy źródeł, ale wciąż są cenne jako zbiór informacji.
Opisał nowe taksony grzybów i roślin. W ich naukowych nazwach dodawane jest jego nazwisko Lenz.